# Langoat
Langoat é uma comuna francesa na região administrativa da Bretanha no departamento Côtes-d'Armor. Estende-se por uma área de 18,47 km². Em 2010 a comuna tinha 1 169 habitantes (densidade: 63,3 hab./km²).